# Jefferson County Courthouse
Il primo Jefferson County Courthouse fu costruito a Charles Town, nell'odierna Virginia Occidentale, nel 1808, su un lotto donato da Charles Washington. Fu sostituito da un edificio più grande nel 1836 circa, che comprende il nucleo del tribunale attuale.
È storicamente degno di nota per essere stato il luogo di due procedimenti penali per tradimento: quello a carico dell'abolizionista John Brown nel 1859 e quello inerente al sindacato dei minatori della contea di Mingo, una conseguenza della battaglia di Blair Mountain, le cui prove furono spostate dalla zona Sud dello Stato nel 1922 a seguito di un cambio di sede.
Il palazzo di giustizia è un edificio in mattoni rossi in stile di architettura georgiana; possiede un'originale torre dell'orologio con una cupola quadrata che ricorda le strutture del Secondo Impero francese.